# ZWCAD
ZWCAD je univerzální 2D/3D CAD aplikace.
ZWCAD je kompatibilní s DWG formátem a maximálně podobný AutoCADu – a to prostředím, souborovým formátem (DWG) i způsobem práce. Má plnou podporou 3D ACIS modelování a programovací prostředí Visual Basic pro Aplikace + LISP. Většina ikon a příkazů ZWCADu je pro snadnější orientaci velmi podobná aplikaci AutoCAD. ZWCAD využívá vícejádrový procesor a má upravené zobrazování pro 4K monitory.
Formáty podporovaných souborů jsou: DWG / DXF (R12–2018), DGN, DWT, SAT, BMP, WMF, PDF, STL (export), IFC (import – s použitím aplikace IFC import). Program ZWCAD nabízí funkce, jako jsou: dynamické bloky (čtení a editace), palety nástrojů (knihovny), DesignCenter, paleta vlastností, Smart Voice, Smart Mouse, CUI, API (LISP, VBA, ZRX, .NET).
Filosofie produktů ZWSOFT staví na trvalých licencích a kvalitní technické podpoře.

## Historie
ZWCAD byl vyvinut společností ZWSOFT, plné jméno společnosti je Zwcad Software Co., Ltd. v čínském Kantonu. Společnost byla založena v roce 1998. Program ZWCAD je na Čínském trhu od roku 2002 a je distribuován do zahraničí od roku 2004. ZWCAD je nyní k dispozici v 15 jazycích, 90 zemích a využívá jej přes 900 000 uživatelů.

## Verze

##### ZWCAD Professional a Standard
jsou oficiální prodávané verze ZWCAD v ČR a SK. Vývoj a prodej původního ZWCAD Classic byl zastaven.

### ZWCAD Standard
Tato edice je vhodná pro běžné uživatele, kteří pracují s 2D návrhy a nevyžadují pokročilé funkce 3D modelování. Klíčové funkce zahrnují:
- 2D kreslení a návrhy:
  - Kreslení čar, oblouků, kruhů, šrafování a dalších 2D entit.
  - Možnost vytvářet a upravovat bloky.
  - Podpora vrstev a jejich správa.
- Kompatibilita s DWG soubory:
  - Plná kompatibilita s formáty DWG/DXF pro snadnou výměnu dat s jinými CAD programy.
- Uživatelské prostředí:
  - Tradiční CAD rozhraní s podporou příkazového řádku.
  - Možnost přizpůsobit panely nástrojů a klávesové zkratky.
- Šrafy a kótování:
  - Pokročilé možnosti šrafování.
  - Automatické generování a úprava kót.
- Výstup a tisk:
  - Podpora tisku s více rozvrženími.
  - Export do PDF a dalších běžných formátů.

### ZWCAD Professional
Tato edice je rozšířená verze, která kromě všech funkcí Standard edice nabízí také pokročilé nástroje pro profesionální uživatele, zejména ty, kteří pracují s 3D modelováním a potřebují skriptovací možnosti. Mezi hlavní funkce patří:
- 3D modelování:
  - Tvorba a úprava 3D těles a ploch.
  - Podpora booleovských operací (sjednocení, rozdíl, průnik).
  - Pohledy z různých úhlů a vizualizace ve 3D.
- Pokročilá podpora souborů:
  - Import a export dalších formátů, jako jsou STL a DWF.
  - Podpora externích referencí (XREF).
- Skriptování a programování:
  - Podpora pro skriptovací jazyky (LISP, VBA a ZRX).
  - Možnost automatizace procesů a tvorby vlastních aplikací.
- Rendrování a vizualizace:
  - Nástroje pro rendrování a realistické zobrazení modelů.
  - Materiály a textury pro lepší prezentaci návrhů.
- Podpora pokročilých nástrojů:
  - Dynamické bloky.
  - Nástroje pro geodetické a kartografické aplikace.

##### ZWCAD Mechanical
Mechanical je založen na ZWCAD Professional a je specializovaným produktem 2D návrhy pro strojírenství. ZWCAD Mechanical podporuje vývojová prostředí ISO, ANSI, DIN, JIS a GB, což umožňuje návrhářům udržovat společnou formu komunikace. Nástroj pro synchronizaci standardů zajišťuje, aby tým místní sítě (LAN) mohl používat aktualizované a jednotné standardy.

##### ZWCAD Architecture
Software je založen na ZWCAD Professional a je zaměřen na architektonický nebo stavební design. Je schopen automaticky vytvářet a upravovat výšky a řezy. ZWCAD Architecture pomáhá zefektivnit proces navrhování budov a šetří mnohem více času. ZWCAD Architecture poskytuje kompletní a přizpůsobitelnou knihovnu vzorů šraf i knihovnu bloků. Knihovna bloků obsahuje architekturu, strukturu, střechy a další typy bloků, které se často používají v architektonickém designu. ZWCAD Architecture není přeložen do češtiny. Vývoj a prodej tohoto produktu byl ukončen v roce 2020.
Vedle komerčních verzí software, firma ZWSOFT poskytuje i EDU licence (pro školy) a studentské licence (pro jednotlivé studenty).

## Prohlížeče

##### ZWCAD DWG Viewer
je bezplatný prohlížeč souborů DWG. ZWCAD Viewer umožňuje provádět měření na rovinách. Umožňuje také tisk.

##### CAD Pockets
ZWSOFT také vydal mobilní aplikaci CAD Pockets, která je zdarma v českém jazyce – pro iOS i pro Android zařízení. Podporuje běžné formáty CAD výkresů, zahrnující DWG/DXF/DWF. Exportuje výkresy do PDF/DWF/JPG a umožňuje sdílení pomocí cloudové služby. CAD Pockets je zdarma ke stažení na App Store i na Play Store.